# Thuận An, Hà Nội
Thuận An là một xã thuộc thành phố Hà Nội, Việt Nam. 
Xã được hình thành trên cơ sở sáp nhập các xã Dương Quang, xã Lệ Chi, một phần xã Đặng Xá và Phú Sơn thuộc huyện Gia Lâm cũ, trong đợt Sáp nhập tỉnh, thành Việt Nam 2025.

## Tên gọi
Thuận An là tên gọi một phủ thuộc trấn Kinh Bắc thời Hậu Lê. Đến đầu thế kỷ XIX, phủ Thuận An bao gồm năm huyện Gia Lâm (nay thuộc Hà Nội), Văn Giang (nay thuộc Hưng Yên), Thuận Thành, Gia Bình và Lương Tài (nay thuộc Bắc Ninh).

## Lịch sử
Xã Thuận An được thành lập theo Nghị quyết số 1656/NQ-UBTVQH15 của Ủy ban Thường vụ Quốc hội Việt Nam, ban hành ngày 16 tháng 6 năm 2025. Theo đó, sắp xếp toàn bộ diện tích tự nhiên, quy mô dân số của xã Dương Quang, xã Lệ Chi, một phần diện tích tự nhiên, toàn bộ quy mô dân số của xã Đặng Xá và xã Phú Sơn thuộc huyện Gia Lâm cũ thành xã mới có tên gọi là xã Thuận An.

## Địa lý
Sau sắp xếp xã có diện tích tự nhiên 29,67 km2, quy mô dân số 68.292 người.
Xã Thuận An nằm ở cực đông thành phố Hà Nội, có vị trí địa lý:
- Phía bắc giáp xã Phù Đổng với ranh giới là sông Đuống
- Phía tây giáp xã Gia Lâm
- Phía đông giáp tỉnh Bắc Ninh
- Phía nam giáp tỉnh Hưng Yên.[7]

## Hành chính
Trụ sở xã đặt tại đường Dương Đức Hiền, thôn Cừ Keo. Xã bao gồm 45 thôn, tổ dân phố. Dưới đây là danh sách các thôn, tổ dân phố theo địa giới từng xã cũ:
| Mã    | Tên xã      | Hành chính            | Hành chính |
| Mã    | Tên xã      | Số lượng              | Danh sách |
| ----- | ----------- | --------------------- | --- |
| 00568 | Dương Quang | 8 thôn                | Bài Tâm, Bình Trù, Đề Trụ, Lam Cầu, Quang Trung, Quán Khê, Tự Môn, Yên Mỹ                                                                  |
| 00550 | Lệ Chi      | 6 thôn, 1 tổ dân phố  | Chi Đông, Chi Nam, Cổ Giang, Gia Lâm, Kim Hồ, Sen Hồ, TDP Toàn Thắng                                                                       |
| 00556 | Đặng Xá     | 10 thôn, 7 tổ dân phố | An Đà, Cự Đà, Đặng, Đổng Xuyên, Hoàng Long, Kim Âu, Lời, Lở, Nhân Lễ, Viên Ngoại; TDP 1, 2, 3, 4, 5, 6, 7                                  |
| 00562 | Phú Sơn     | 13 thôn, 1 tổ dân phố | Đại Bản, Hàn Lạc, Phú Thị, Tô Khê, Trân Tảo, Cây Đề, Cừ Keo, Giao Tất A, Giao Tất B, Kim Sơn, Linh Quy Bắc, Linh Quy Đông, Ngổ Ba, TDP Keo |

## Kinh tế
Kinh tế tại xã có tốc độ tăng trưởng cao với sự chuyển dịch cơ cấu kinh tế, ưu tiên phát triển công nghiệp - xây dựng, thương mại - dịch vụ, nông nghiệp.
Trên địa bàn Thuận An có bốn cụm làng nghề tập trung là Dương Quang, Lệ Chi, Phú Sơn và Đặng Xá, duy trì các làng nghề thủ công đặc trưng như mây tre đan, mộc, nề. Cụ thể:
- Nghề mây tre đan (sản xuất chổi, giá, điếu cày, cọc tre...) tại thôn Quang Trung
- Nghề hàng xáo tại hai thôn Bình Trù và Yên Mỹ
- Nghề nề, mộc truyền thống ở Yên Mỹ
- Nghề đan rổ rá ở thôn Quán Khê.[10]

Xã có các sản phẩm nông nghiệp đặc trưng, trong đó sản phẩm nấm linh chi đã được công nhận OCOP, cùng với mô hình trồng bưởi VietGAP và hoa lan công nghệ cao.

## Giáo dục
Xã Thuận An có Học viện Tòa án và Trường Đại học Công nghiệp và Thương mại Hà Nội.
Các cơ sở giáo dục khác bao gồm Trường TH & THCS Kim Sơn, Trường TH & THCS Phú Thị, Trường TH & THCS Dương Quang, Trường TH & THCS Lệ Chi, Trường TH & THCS Đặng Xá.